# الثوارة (حبيش)

تعديل مصدري - تعديل

الثوارة محلة تابعة لقرية الخمس، التابعة لعزلة المشيرق بمديرية حبيش إحدى مديريات محافظة إب في الجمهورية اليمنية، بلغ تعداد سكانها 21 حسب تعداد اليمن لعام 2004.